# Something Better
«Something Better» (укр. «Щось краще») — пісня фінського гурту «Softengine», з якою він представляв Фінляндію на пісенному конкурсі Євробачення 2014 у Копенгагені, Данія. У фіналі конкурсу пісня набрала 72 бали та посіла 11 місце.